# Ксенофонт Эфесский
Ксенофо́нт (греч. Ξενόφων) Эфесский — древнегреческий писатель II — III вв. н. э.
Под этим именем до нас дошло произведение «Ἐφεσιακά», то есть «Эфесские повести», так же известное как «Ἐφεσιακὰ ἢ Τὰ κατὰ Ἄντειαν καὶ Ἁβροκόμην» («Эфесские повести об Антии и Габрокоме»). Сочинение Ксенофонта является одним из пяти полностью сохранившихся т. н. «греческих любовных романов». Текст Ксенофонта сохранился в единственной рукописи XIV в., находящейся ныне в Лавренцианской библиотеке во Флоренции; первое печатное издание греческого текста романа было осуществлено А. Кокки в 1726 г. Никаких сведений о Ксенофонте Эфесском до нас не дошло.
Дошедший до нас текст Ксенофонта Эфесского является только кратким изложением его романа, сделанным неизвестным лицом, поэтому собственно подлинным текстом романа мы не располагаем. 
Долгое время «Эфесиаку» считали самым «примитивным» из пяти сохранившихся греческих любовных романов. В последнее время исследователи склонны рассматривать стиль Ксенофонта Эфесского как намеренное упрощение, стилизацию, и относить произведение не к «низовой литературе», как это было принято в науке вплоть до последней четверти XX-го века, а к литературе, адресованной образованным читателям.

## Русское издание
- Ксенофонт Эфесский. Повесть о Габрокоме и Антии / Пер. с древнегреч. С. Поляковой, И. Феленковской; вступ. ст. и примеч. С. Поляковой. — М.: Гослитиздат, 1956. — 80 с.